# Templo Masónico de Santa Cruz de Tenerife
El Templo Masónico Histórico de Santa Cruz de Tenerife es un edificio ubicado en la ciudad de Santa Cruz de Tenerife (Canarias, España), en la calle San Lucas. Se construyó según proyecto del arquitecto tinerfeño Manuel de Cámara y Cruz en el año 1900 para uso de la logia Añaza. La construcción del edificio se prolongó durante más de veinte años, aunque se inauguró a principios del siglo XX al estar acabado interiormente, en particular la Sala de Tenidas y la Cámara de Reflexión excavada en el subsuelo.
Está considerado como el más bello ejemplo de templo masónico en España, y fue el mayor centro masónico de España hasta la ocupación por los militares del régimen franquista.

## Historia de la Logia Añaza
El 8 de agosto de 1895 tuvo lugar la fundación del taller masónico más importante del siglo XX en Canarias, la Logia Añaza, que se consolidaría con rapidez, logrando reorganizar a la masonería canaria del primer tercio del citado siglo.
La Logia se colocó bajo los auspicios de una obediencia española de segundo orden, el Grande Oriente Ibérico, al que se mantuvo unida hasta 1902. El Grande Oriente Ibérico había surgido en 1892 a partir de un grupo de logias provenientes, mayoritariamente, del Grande Oriente Nacional de España del Vizconde de Ros que, por varios motivos, decidieron no agruparse en torno al Grande Oriente Español de Morayta.
En 1903, ante las dudas sobre la verdadera importancia del Grande Oriente Ibérico, decidieron cambiar de auspicios, pasando a pertenecer al renovado Grande Oriente Español con el número 270. La logia Añaza 270 perduró bajo esta obediencia hasta 1922. Entre 1923 y 1931, durante la Dictadura de Primo de Rivera, la logia Añaza pasó a formar parte, con el número 1, de la recién creada Gran Logia de Canarias. En 1931, tras una divergencia de pareceres, se divide en dos: la logia Añaza n.º 270, adherida de nuevo al Gran Oriente Español, y la logia Añaza n.º 1, con un número menor de miembros que fueron expulsados del templo pese a sus reclamaciones. Añaza 270 se mantuvo en el templo de la calle San Lucas y en el Gran Oriente Español hasta la sublevación militar de 1936, en que fue disuelta y sus bienes confiscados por los sublevados.

## El edificio
El Templo Masónico, situado en la calle de San Lucas, fue construido entre 1899 y 1902, según el proyecto del arquitecto municipal Manuel de Cámara, cuya financiación corrió a cargo de la Logia Añaza. No obstante, la fachada no se concluiría definitivamente hasta 1923.
El 8 de noviembre de 1895 se constituyen dos comisiones, una formada por García Rodríguez, Díaz Curbelo y Torres Rodríguez, que es la que se encarga de adquirir el templo. De forma simultánea, se alquila el edificio que ocupaba el número 47 de la calle de La Curva (hoy, Candelaria), para la actividad masónica, mediante un contrato formalizado en 1896. El precio del solar, de 552 metros cuadrados, ascendió a 2008 pesetas. El presupuesto inicial de construcción fue de 15 000 pesetas, sin incluir el frontis ni la verja de cerramiento. Finalmente, la obra se elevó a 20 008 pesetas, repartidas en doscientas acciones. Se solicitó la licencia municipal el 12 de octubre de 1900, siendo aprobado 12 días después.
El inmueble fue usado como centro educativo gratuito, la Escuela de Añaza, financiada por la logia. La misma también cedió al Ayuntamiento el actual Centro de Formación Ireneo González al precio de una peseta, con la condición de que se mantuviera la formación gratuita.
El edificio está retranqueado con respecto a los circundantes; contiene un fuerte simbolismo, principalmente de inspiración egipcia. La fachada se articula en tres cuerpos; el central se compone de dos enormes columnas embebidas, con fuste liso y capiteles con hojas de palmera (palmiformes), que sostienen un voluminoso frontón triangular. En éste se encuentra un ojo con rayos radiantes, en representación del Ser Supremo, Gran Arquitecto del Universo según la simbología masónica. Flanqueando cada columna, se encuentran dos esfinges (cuatro en total) echadas sobre el vientre y cubiertas con el claft. Fueron realizadas por el escultor Guzmán Compañ Zamorano (1878-1944). La puerta principal está labrada en madera con motivos geométricos; sobre ella, el dintel se decora con hojas de palmera y un sol con alas de águila, símbolo de Horus. El edificio se levanta sobre un estereóbato.
Tras la puerta principal se accede a un vestíbulo. Al otro lado del mismo se encuentra una puerta, en correspondencia con la anterior, que da paso al Salón de Tenidas. De este espacio se conserva el pavimento de mosaico, las columnas en relieve y el espacio elevado que preside la sala. No obstante, los frescos del techo han sido repintados en blanco, y la estructura de madera cubierta por un falso techo de aluminio.
El edificio cuenta además con una Cámara de Reflexiones en el subsuelo, hecha en un tubo volcánico natural; en el segundo piso se halla la Sala de Banquetes, con ventanas a la fachada. El último nivel posee algunas habitaciones.
El Templo Masónico de Santa Cruz de Tenerife se encuentra en la misma latitud (28º norte) del Monasterio de Santa Catalina del Monte Sinaí (Egipto). Este monasterio fue construido en el lugar donde según el Antiguo Testamento, Moisés recibió las Tablas de la Ley.

## Expolio
El 15 de septiembre de 1936, en el primer decreto contra la masonería dictado por el general Franco, este inmueble es requisado y cedido a la Falange Española, que llegó a cobrar a los visitantes que quisieran visitar la Sala de Reflexiones. Poco después, se convertiría en el almacén de la Farmacia Militar, actividad que se compaginó después con una óptica para el Ejército, mientras en la parte superior se habilitó como acuartelamiento para soldados hasta que en 1990 quedara cerrado hasta la fecha. Los archivos de la logia fueron llevados a la Delegación de Servicios Especiales de Salamanca, actual Sección "Guerra Civil" del Archivo Histórico Nacional, donde continúan.
Finalmente, en época de democracia, el Estado vendió el edificio al Ayuntamiento de Santa Cruz en el año 2001 por más de 470 000 euros.

## Restauración
Después de años de numerosas vicisitudes, en noviembre de 2021 el alcalde de la ciudad, José Manuel Bermúdez, presentó el proyecto de remodelación del inmueble, junto a la autora del proyecto, María Nieves Febles. En septiembre de 2022 dieron comienzo las obras que, con un presupuesto de más de 3 millones de euros, tienen un plazo de ejecución de aproximadamente dos años.
El Templo ha sido declarado Bien de Interés Cultural en la categoría de Monumento en 2007.
En 2023 el edificio fue declarado Monumento a la Memoria Histórica por el Gobierno de Canarias, es decir, como memorial de las víctimas perseguidas por el franquismo, masones o no.

## Congreso masónico
En noviembre de 2016 se celebró en Santa Cruz de Tenerife el congreso masónico de carácter internacional llamado Convento de la Orden, una cita que se celebra anualmente en diferentes partes del mundo y que es organizado por el Supremo Consejo del Grado 33 y último del Rito Escocés Antiguo y Aceptado para España. Este congreso contribuyó a recaudar fondos para la rehabilitación del Templo Masónico de Santa Cruz de Tenerife.
Al congreso acudieron 17 de los 57 supremos consejos regulares que existen por todo el mundo, alrededor de 300 personas, ya que supone una fecha muy importante para la comunidad masónica en todo el mundo. Durante el encuentro en el Templo Masónico tuvo lugar la firma del acta de creación de la Confederación Iberoamericana de Supremos Consejos.

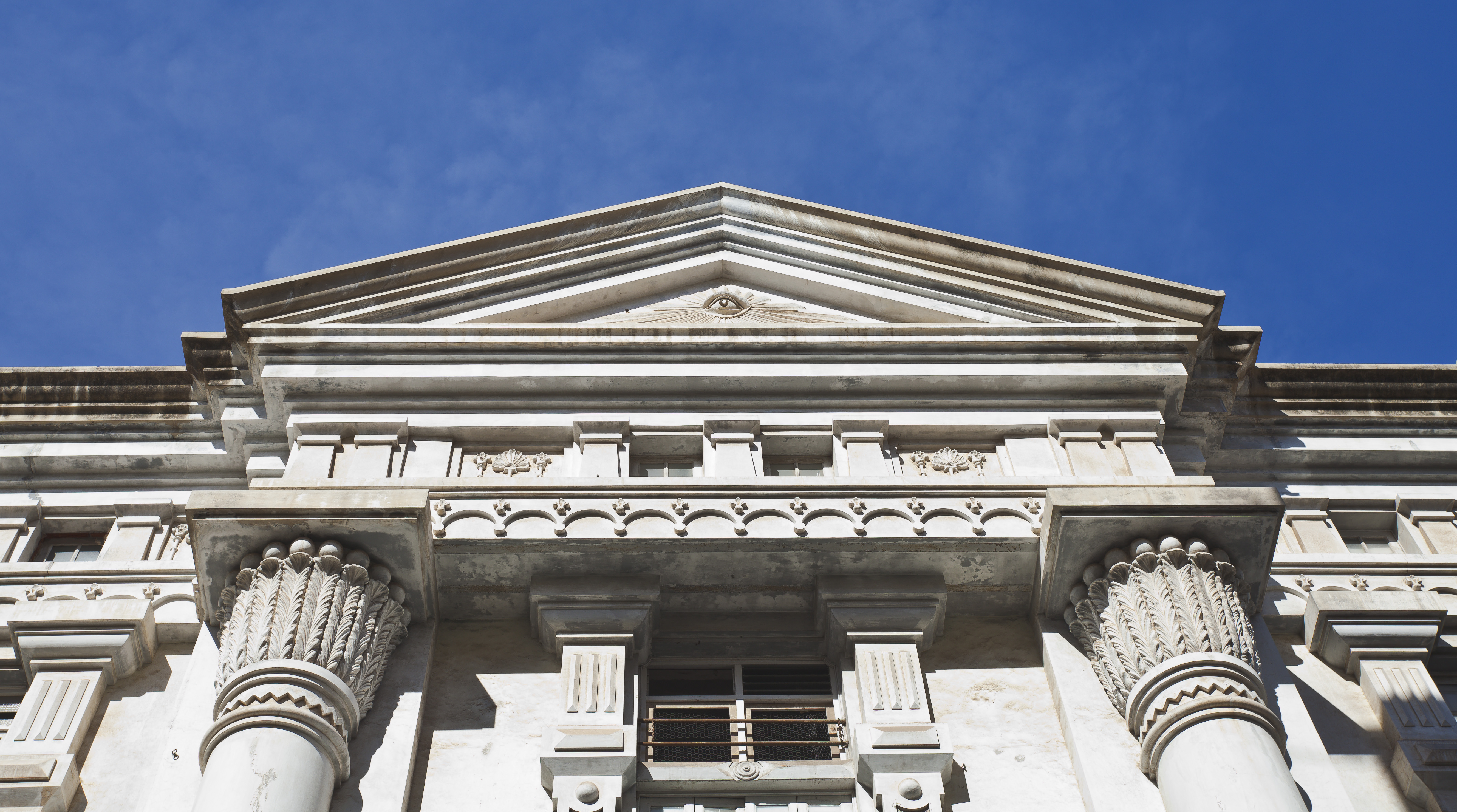
Frontón
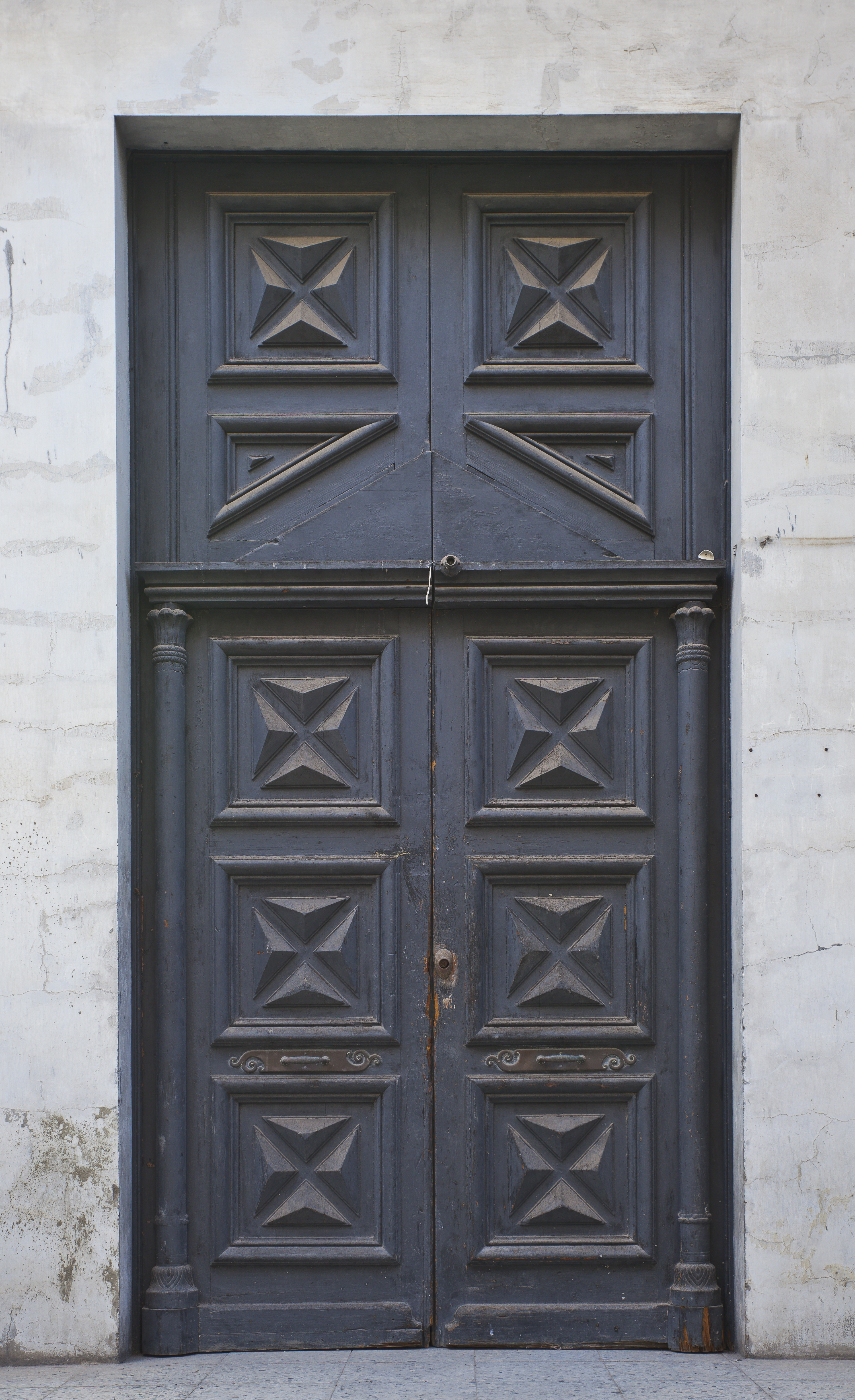
Puerta principal
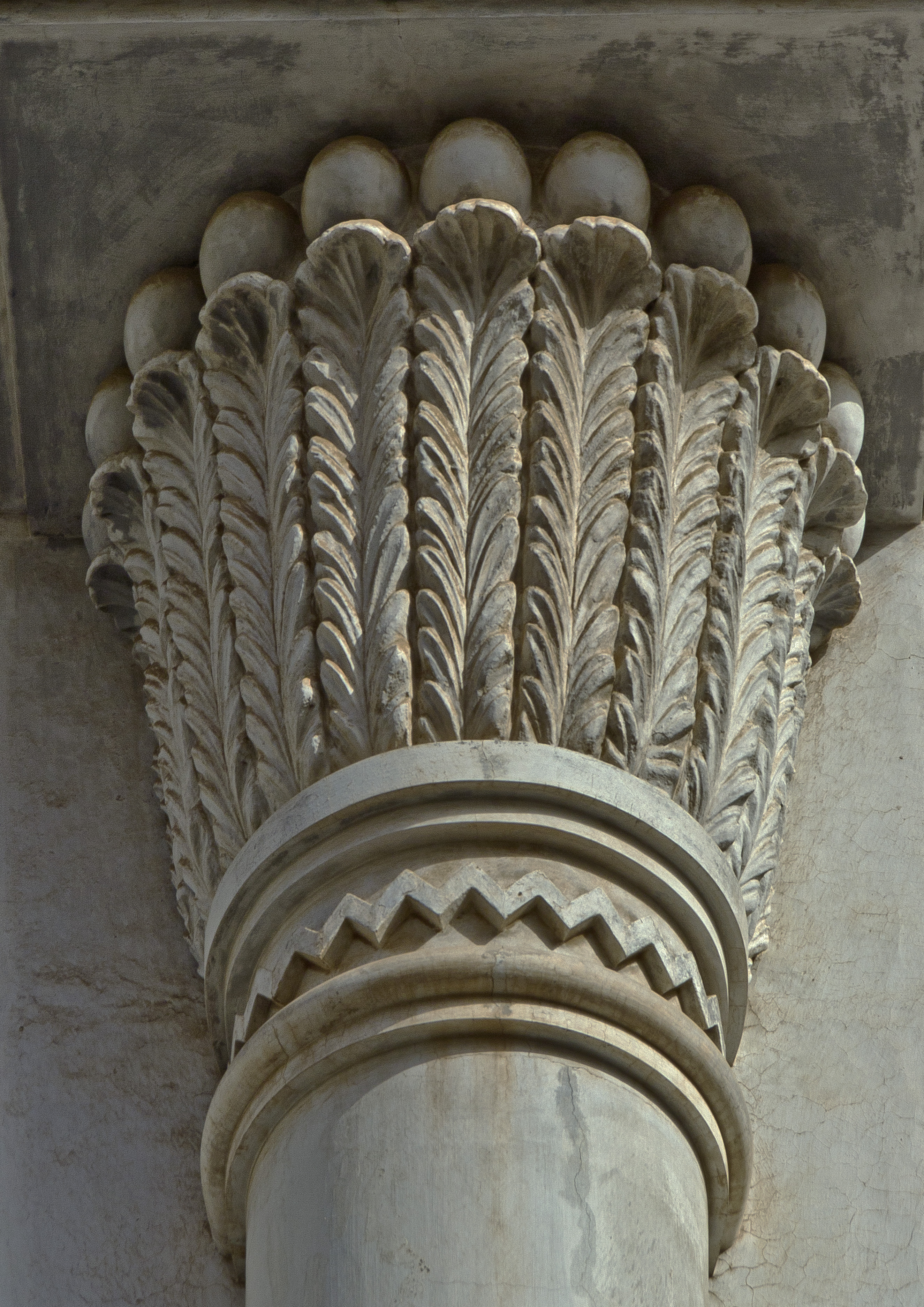
Columna de fachada
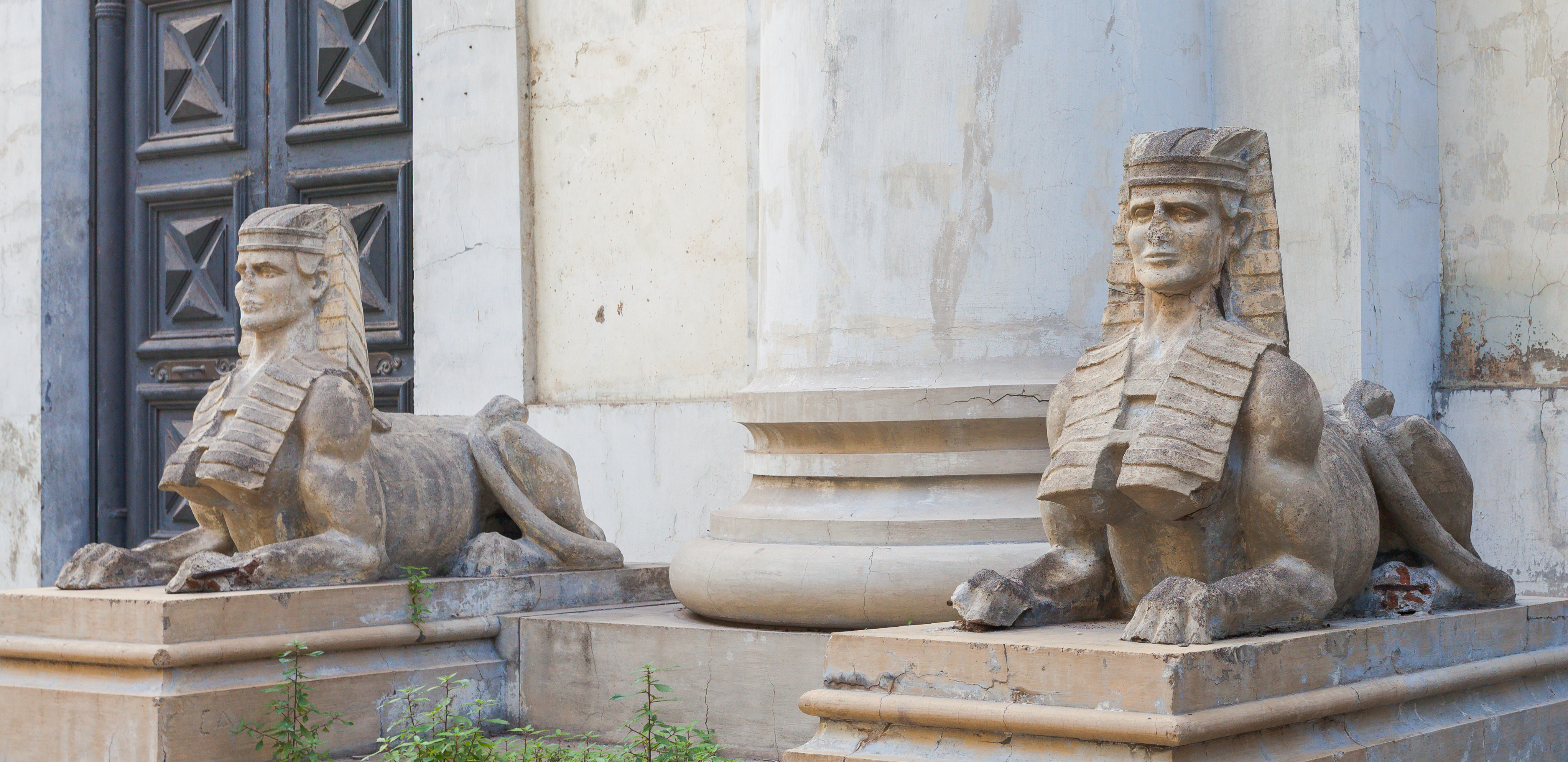
Esfinges
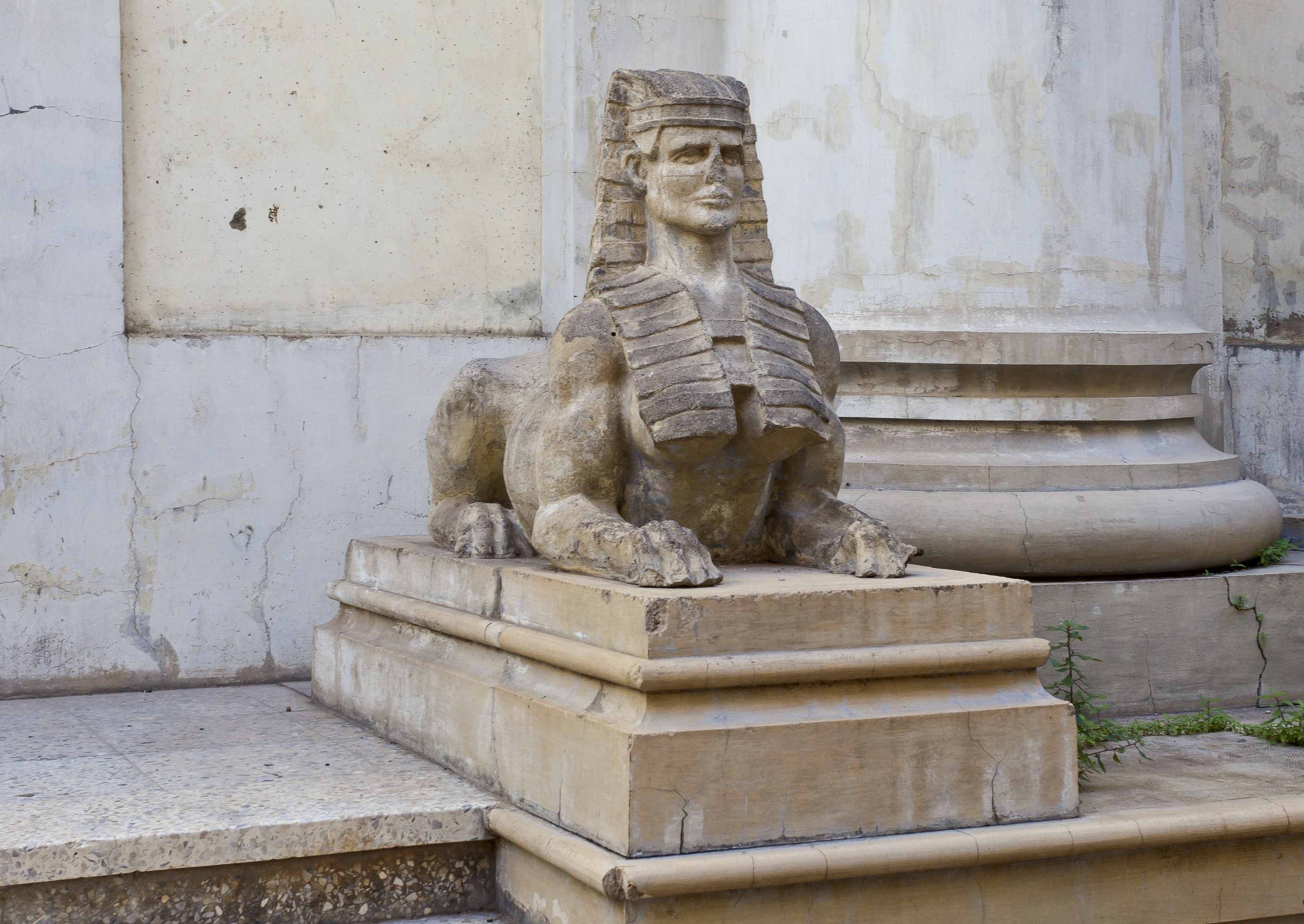
Detalle de una esfinge